# Тавійська єпархія
Тавійська єпархія (лат. Dioecesis Taviana) — закрита кафедра Константинопольського патріархату та титулярна резиденція католицької церкви.

## Історія
Тавіана, ідентифікована з Бююкнефескьоєм в провінції Йозгат в Туреччині, є стародавнім єпископським престолом римської провінції Галатія Прима в цивільній єпархії Понт. Вона входила до Константинопольського патріархату і була суфраганом Анкірської архієпископії.
У легендарному Житії Святого Мелетія та його сподвижників, згаданому в римському мартирологі 24 травня, згадується єпископ Сан Дікасій. Історично підтверджується інший Дікасій, який брав участь у Неокесарійському соборі в 314 році і в першому Вселенському соборі, який відбувся в Нікеї в 325 році. Єпископа Юліана задокументований тричі: у 449 році він брав участь у Другому Ефеському соборі; у 451 році він був серед батьків Халкедонського собору; у 458 р. він підписав лист єпископів Галатії Прими до імператора Лева після смерті Протерія Александрійського. Анастасій виступив на другому Константинопольському соборі 553 року. Григорій був присутній на соборі, скликаному в Трулло в 692 році. Філетій брав участь у соборі 869 року, який засудив константинопольського патріарха Фотія. Сфрагістика нарешті повернула ім’я єпископа Теофілатто, чия печатка датована Х століттям.
З ХІІ століття Тавіо зараховують до титульних єпископських престолів Католицької Церкви; місце було вакантним з 8 липня 1965 року.

## Хронотаксис

### Грецькі єпископи
- Сан Дікасій †
- Дікасій † (до 314 - після 325)
- Юліан † (до 449 - після 458)
- Анастасій † (згадується в 553 р.)
- Григорій † (згадується 692 р.)
- Філет † (згадується 869 р.)
- Феофілак † (Х ст.)

### Титулярні єпископи
- Доменіко Поццоні, PIME † (помер 12 липня 1905 - 20 лютого 1924)
- Годрік Кін † (помер 14 липня 1924 — 5 травня 1933)
- Кароль Нієміра † (помер 26 травня 1933 — 8 липня 1965)

## Примітка
1. ↑  Vitalien Laurent, Le corpus des sceaux de l'empire Byzantin, vol. V/1, Paris, 1963, nº 342.

## Зовнішні посилання
- (англ.) La sede titolare nel sito di www.catholic-hierarchy.org
- (англ.) La sede titolare nel sito di www.gcatholic.org